# Aenictus dentatus
Aenictus dentatus är en myrart som beskrevs av Auguste-Henri Forel 1911. Aenictus dentatus ingår i släktet Aenictus och familjen myror. Inga underarter finns listade i Catalogue of Life.